# Gemma Gibbons
Gemma Jeanette Gibbons (Greenwich, 6 de gener de 1987) és una esportista britànica que competeix en judo. Està casada amb el també judoca Euan Burton.
Va participar en els Jocs Olímpics de Londres 2012, obtenint una medalla de plata en la categoria de –78 kg.

## Palmarès internacional
| Jocs Olímpics | Jocs Olímpics         | Jocs Olímpics | Jocs Olímpics |
| Any           | Lloc                  | Medalla       | Categoria     |
| ------------- | --------------------- | ------------- | ------------- |
| 2012          | Londres ( Regne Unit) | 2             | –78 kg        |